# Cui Yi
Cui Yi (xinès simplificat: 崔谊) (Gansu ? - ) Directora de cinema xinesa resident al Canadà. Professora a la Colgate University a Hamilton (Estat de Nova York).

## Biografia
Els seus pares eren de Tianjin, però Cui Yi va néixer a la província de Gansu (Xina), ja que els seus pares hi van ser enviats durant la Revolució Cultural. Allà va créixer fins als tretze anys. A principis dels anys vuitanta, les noves regulacions van permetre als pares que encara es trobaven en zones rurals aïllades i no podien tornar a casa seva a la ciutat perquè el seu hukou no els permetia, tenir l'oportunitat d'enviar-hi els seus fills perquè poguessin estudiar en bones universitats.
Després d'estudiar ecologia a la Universitat de Pequín i a la Universitat de Michigan , es va dedicar als estudis de cinema, i més concretament a la producció cinematogràfica, que va estudiar a Toronto a la Universitat de York (Canadà).

#### Carrera cinematogràfica
El seu enfocament per crear pel·lícules empra una metodologia basada en processos, que li permet explorar les interseccions entre diverses formes cinematogràfiques. Ha creat una sèrie d'obres centrades al voltant del tema "Cinema migrant", aprofundint en les connexions entre el cinema indígena, l'autoetnografia i el teatre d'ombres. En la seva pel·lícula documental "Of Shadows" sitúa el relat en el paisatge de l'altiplà de Loess , on captura la vivacitat i la resistència d'un grup d'artistes locals de teatre d'ombres que naveguen entre la posada en escena rural d'obres antigues i l'espectacle urbà del patrimoni cultural nacional.
L'estil cinematogràfic de Cui es caracteritza per emprar un procés obert que li permet submergir-se en l'espai-temps dels llocs que explora. S'ha comparat amb l'obra de cineastes com el japonès Ogawa Shinsuke. En una entrevista ha definit el seu estil dient: "Com a cineasta, m'abstinc de definir la meva obra com a representant d'un gènere determinat. En canvi, permeto que un leitmotiv es desenvolupi lliurement i em guii mentre busco una expressió formal articulada. La recerca del ritme i la poètica pròpia del mitjà cinematogràfic és un tema recurrent en la meva pràctica."

#### Tibet
Cui ha demostrat un especial interès per la cultura tibetana. Durant uns anys ha estat vivint i treballant en comunitats tibetanes per facilitar a la població local la realització de pel·lícules autoetnogràfiques i la seva revitalització cultural. Ha treballat àmpliament amb productors de mitjans comunitaris al Tibet en projectes de realització de pel·lícules en una iniciativa titulada "Des dels nostres ulls", un projecte participatiu de mitjans comunitaris que contraresta les representacions dels tibetans des de l'òptica del xinesos occidentals i d'ètnia han.
En "To Alexandra" del 2024" Cui narra el viatge de la investigadora i escriptora Alexandra David-Néel per l'Himàlaia fa un segle a través de la seva correspondència. En els espais audiovisuals, les experiències de la cineasta a l'est del Tibet es contemplen des de d'una doble mirada, la seva pròpia i la del poble tibetà autòcton.
Al Tibet ha sigut professora a la Jigme Gyaltsen School.

## Filmografia destacada i premis
| Any  | Títol anglès              |
| ---- | ------------------------- |
| 2008 | Camera Lucida             |
| 2010 | Miss toronto Gets a Life  |
| 2011 | Ying                      |
| 2013 | Partita                   |
| 2013 | Shadow Puppet             |
| 2016 | Of Shadows                |
| 2017 | Through the Looking Glass |
| 2017 | Late Summer               |
| 2018 | Screening from Within     |

#### Premis
Les seves pel·lícules han estat reconegudes internacionalment, amb nombrosos premis i nominacions, com el Premi al millor curtmetratge de la Societat Americana d'Antropologia Visual (2019), el Gran Premi del Festival Internacional de Curtmetratges d'Oberhausen, Festival Cinemística de Granada, i Cinéma du Réel de París (2016) entre d'altres.